# Mahoe (Trinidad y Tobago)
Mahoe es una localidad de Trinidad y Tobago, que forma parte de la región de Sangre Grande.

## Geografía
La localidad abarca parte de la isla Trinidad y limita al norte con Tompire y Cumana, al sur con Rampanalgas, al este con océano Atlántico y al oeste con L'Anse Noir.

## Demografía
Datos demográficos de la localidad de Mahoe:
| Gráfica de evolución demográfica de Mahoe entre 2000 y 2011 |
|                                                             |